# ВЕС Glötesvalen
ВЕС Glötesvalen — наземна вітрова електростанція у Швеції, знаходиться в центральній частині країни в лені Ємтланд. Споруджена на замовлення відомої меблевої компанії IKEA.
Майданчик для станції обрали в комуні Гер'єдален. Підготовчі роботи з будівництва доріг розпочались у 2013 році, а весною 2015-го тут ввели в експлуатацію 30 вітрових турбін данської компанії Vestas типу V90/3000 з одиничною потужністю 3 МВт. Діаметр ротора турбіни 90 метрів, висота башти — 80 метрів.
За проєктом виробництво електроенергії на ВЕС Glötesvalen має становити 220 млн кВт·год на рік.
Видача електроенергії відбувається по ЛЕП напругою 220 кВ та довжиною 40 км, прокладеній до гідроелектростанції Свег.